# جون إي. وارن جونيور
جون إي. وارن جونيور (بالإنجليزية: John E. Warren, Jr.)‏ هو عسكري أمريكي، ولد في 16 نوفمبر 1946 في بروكلين في الولايات المتحدة، وتوفي في 14 يناير 1969 في محافظة تاي ننه في فيتنام.